# بادن (سويسرا)
بادن (بالألمانية: Baden) هي بلدية وعاصمة لمقاطعة بادن في كانتون أرجاو في سويسرا.

## المدن التوأمة
- سيغيشوارا،  رومانيا

## أعلام
- سيلفان ديلير
- توماس إيراسطوس
- هوارد فيرنون
- أورس أ. ماير
- اولفيير بيف
- هينريتش وايلد